# اندری باندریوسکی
اندری باندریوسکی (اوکراینی: Андрій Бандрівський؛ زادهٔ ۹ مارس ۱۹۸۵) بازیکن فوتبال اهل اوکراین است.